# Federación Castellana de Baloncesto
Federación Castellana de Baloncesto fue una federación baloncestista española fundada en Madrid en febrero de 1931 como Federación Centro de Basket-ball (en 1933 fue renombrada como Federación Castellana). De 1931 a 1957, amparado por la Federación Castellana de Baloncesto, se disputó la Copa Regional de Baloncesto denominada como Copa de Castilla, de la misma forma que ocurría en otras regiones, y que servía como clasificación para la Copa de España. En 1932 el rebautizado Campeonato Regional de Castilla se conformaría en dos categorías de primera y segunda. Después de la Guerra Civil, iría cambiando paulatinamente de formato y de denominación, aumentando de esta forma el número de participantes, en lo que se conocería como Campeonato Regional Centro.
Se constituyeron otras federaciones castellanas para otros deportes: la Federación Castellana de Fútbol (1913), la Federación Castellana de Deportes Atléticos (1918), la Federación Castellana de Natación (1930), la Federación Castellana de Ciclismo, Federación Castellana de Ajedrez, etc.
En 1980, la Federación Castellana de Baloncesto editó el libro Cincuenta años de baloncesto en Castilla, de Martín Tello y Carlos Jiménez.